# Оссер, Жерар
Жерар Оссер (фр. Gérard Hausser; род. 28 октября 1941, Страсбург, Франция) — французский футболист, игравший на позиции нападающего.

## Клубная карьера
Дебютировал в большом футболе в 1960 году выступлениями за команду клуба «Страсбур», в которой провёл семь сезонов, приняв участие в 194 матчах. Большую часть времени, проведённого в составе «Страсбура», являлся основным игроком атакующего звена команды.
Впоследствии с 1967 по 1971 год играл в составе команд клубов «Карлсруэ» и «Мец».
Завершил профессиональную игровую карьеру в клубе «Страсбур», в составе которого уже выступал раньше. Пришёл в команду в 1971 году и защищал её цвета до завершения профессиональной карьеры в 1974 году.

## Карьера в сборной
В 1965 году начал выступать за национальную сборную Франции. В течение карьеры в национальной сборной, продолжавшейся всего 2 года, провёл 14 матчей, забив 2 гола.
В составе сборной являлся участником чемпионата мира 1966 года в Англии.